# ZiU–9

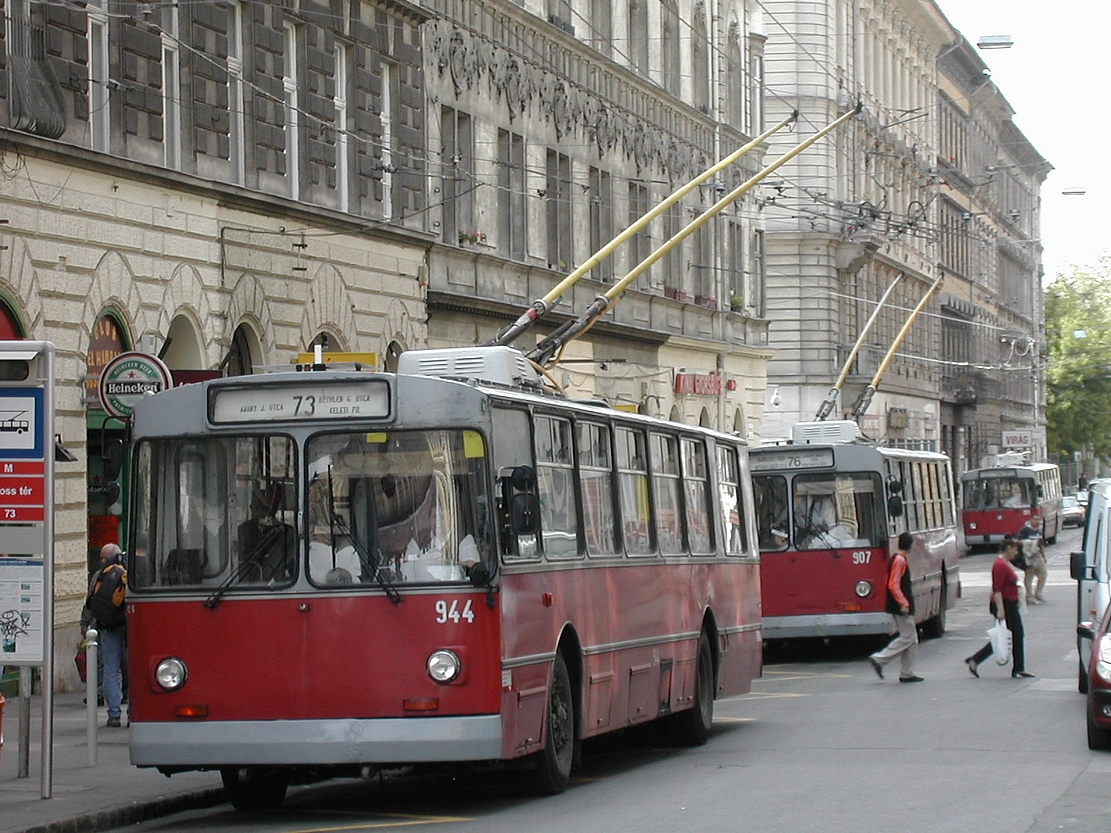
ZiU–9 trolibuszok Budapesten

A ZiU–9 (oroszul ЗиУ–9) a Szovjetunióban az 1970-es évek elejétől gyártott trolibusz. ZiU–682 típusjellel is ismert. Az 1970-es évek végétől a szovjet nagyvárosok legelterjedtebb trolibusz-típusává vált. Az Engelsben működő, Moiszej Urickijról elnevezett trolibuszgyár (Zavod imenyi Urickovo) gyártotta. Sorozatgyártása 1972-ben kezdődött. Több jelentős modernizáción esett keresztül a típus. Gyártásával már leálltak. Összesen több mint 42 000 db ZiU– 9 trolibusz készült, ebből a trolibusz-típusból került a legtöbb legyártásra a világon. Magyarországon a BKV, az SZKT és a DKV állította szolgálatba.

## Története
Az 1960-as években a szovjet nagyvárosok igényeit a szolgálatban álló ZiU–5 trolik már nem voltak képesek kielégíteni (a két kis méretű ajtó kevésnek bizonyult a zsúfolt nagyvárosi forgalomhoz). Ezen túlmenően a ZiU–5 alumíniumból készült karosszériájának gyártása bonyolultabb technológiát igényelt, emiatt drága volt az előállítása. A ZiU–5 leváltására kifejlesztett új modell, a ZiU–9 első prototípusa 1971-ben készült el. A karosszéria kialakításánál az abban az időben korszerűnek számító MAN-trolik szolgáltak mintául. A karosszéria az egyszerűbb gyártástechnológiát igénylő, hegesztett acélszerkezetű volt. Az elektromos berendezései azonban nagyrészt a ZiU–5-ösből származtak.
2023-ben Moldovában még használatban volt a típus.

## Magyarországi alkalmazása

### Trolik a BKV-nál

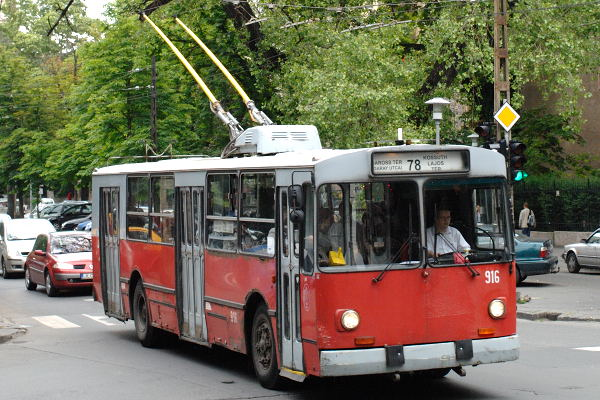
Egy ZiU–9 Budapesten a 78-as vonalon

Miután 1974-ben a Fővárosi Tanács mégis a trolibuszközlekedés megtartása mellett döntött, rövid idő alatt elkészült az Ikarus 200-as típuscsalád szekrényébe ültetett 100-as csuklós és 600-as pályaszámú szóló prototípus trolibusz. Ezek a járművek komolyabb probléma nélkül futottak, ám a főváros a KGST keretében is keresett trolibuszokat. Ezekre az évekre fejlesztette ki a Szovjetunió Urickij gyára a ZiU–9-es típust, mely a ZiU–5-ösök korszerűbb változata volt. Amellett, hogy a gyár évi több százas nagyságrendben volt képes trolibuszt gyártani, kb. másfélszer olcsóbb is volt a ZiU–9-eseket vásárolni, mint megvenni az elektromos berendezéseket a Szovjetuniótól, és itthon Ikarus 260-as szekrénybe házilagosan beszerelni.
Az első két ZiU–9-es trolibuszt 1975-ben gyártották, és 1975. október 31-én vették hivatalosan 800-801-es számon állományba. A BKV összesen 172 kocsit vásárolt 1975–1982 között, melyeknek a 800-971-es pályaszámokat adta. Az utolsó újonnan vásárolt trolibusz (972) egy egyedi kocsi volt.
A különböző években vásárolt ZiU-k enyhén eltérő kivitelűek voltak, ahogy a gyár időközben újításokat vezetett be. Ilyen változások voltak az 1977-től és az 1982-ben szállított szérián. A BKV az 1980-as években történő főjavítások keretében egységesítette és átalakította a kocsikat, részben magyar gyártmányú alkatrészekkel pótolva az eredetieket.
A beérkezett járművek a nyolcvanas években a 70-es, 72-es, 73-as, 74-es, 76-os, 77-es, 78-as, 82-es és 83-as vonalakon közlekedtek, illetve még a 79-esen is előfordultak vegyesen csuklósokkal. Az állomány csökkenésével és a GVM (Ikarus 280T) és a Kiepe (Ikarus 435T) trolibuszok érkezésével az 1990-es években már csak a belvárosi vonalakon közlekedtek (70, 73, 74, 74A, 76, 78). 2010-ben a 70-es, 74-es, 74A, 78-as, és hétvégén a 76-os vonalon jártak menetrend szerint.
A típus kivonásakor a 2012 "szilveszter napjának délelőttjén a 74-es és a 74A vonalak Csáktornya parki végállomásától indult az öt kocsis menet és a 74-es vonalon tett tiszteletkör után tértek vissza immáron örökre a kőbányai trolibuszgarázsba." Helyettük a használtan vásárolt MAN trolibuszok kerültek forgalomba. Tanuló 840-es pályaszámú trolibuszt várhatóan a Szentendrei múzeumba fogják átvinni. Valamint meghagynak 2–3 trolit jégtöretőnek, és nosztalgia járatnak.
Budapesten már 2013-ban közlekedett nosztalgiaként. 2019-ben retró járatokon bukkant fel, melyek nem közlekednek rendszeresen.

#### RET-es trolik
Két trolibusz (886, 930) az 1980-as években leégett. Ezeket újjáépítették, azonban az újjáépítéskor az eredeti légrendszert is módosították, valamint a kézifék helyett rugóerőtároló fékes berendezést szereltek be. Ezeknek a ZiU-knak az Ikarus 200-as családján szokásos háromtáblás műszerfalat építettek be, így a járművezető meglehetősen szokatlan helyen találta meg a gombokat és a kapcsolókat. A pedáljai továbbra is a kormány két oldalán helyezkedtek el, ám az Ikarus-okon szokásos teletalpas pedálok voltak. A járművezetők állítása szerint a 886-osnak volt a legkényelmesebben használható fékpedálja a teljes állományból. Míg az átlagos ZiU-k közül van olyan, amelyet buktatás nélkül nem lehet fékezni a fékerő szabályozhatatlansága következtében, a 886-os rendkívül finoman volt szabályozható.

#### Szegedi trolik a BKV állományban
Nem példa nélkül álló eset, hogy az egyes üzemek elküldték saját kocsijaikat felújításra más városba. A szegedi kocsik egy részét Budapesten javították, sőt eredetileg az 1970-es években az AFIT 14. számú pécsi vállalatát jelölték ki a ZiU–9-esek nagyjavítására. 1998-ban az 1977-es építésű 887-est a BKV Szegedre küldte le javítani. Ennek a kocsinak a szekrénye azonban eléggé elhasználódott volt, Szegeden viszont éppen selejtezni készültek az 1983-ban szállított 9-138-ast. Így aztán inkább a 887-est küldték a bontóba, és a 887II-ként a volt szegedi kocsit szerelték fel a BKV-nál szokásos alkatrészekkel (például főáramkörű szervó). A trolit 1999-ben vették újra állományba Budapesten. A trolibusz jellegzetesen eltért a budapesti kocsiktól több tekintetben is.

#### Felújított, mikroprocesszoros változat

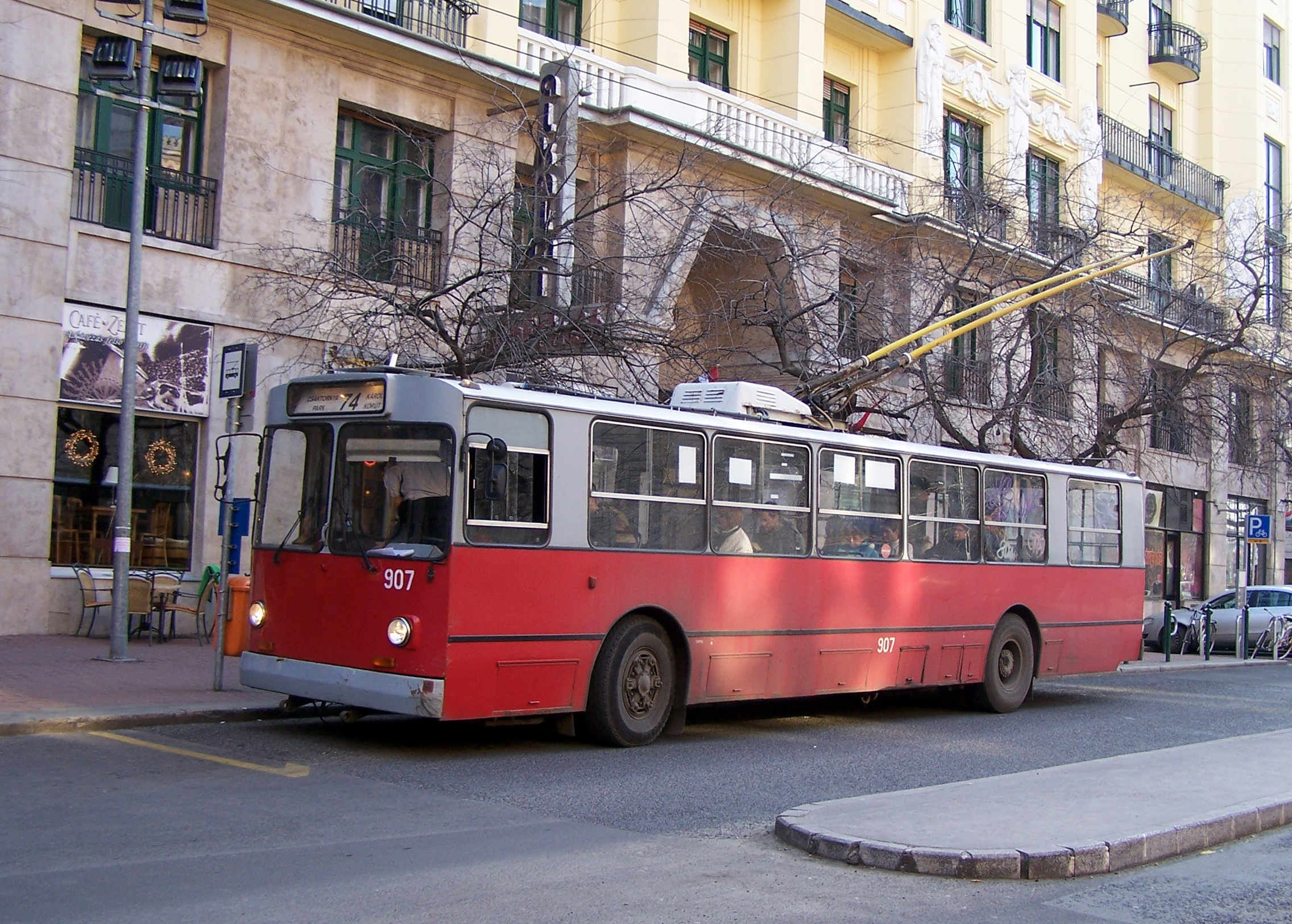
ZiU–9 Budapesten

A Környezetvédelmi Alap Célelőirányzat pénzéből utoljára, 2000-ben felújított ZiU–9-esek vezérlési rendszerét megváltoztatták. A kontaktorszekrényben található relék többségének helyét egy mikroprocesszoros egység vette át, mely a kontaktorvezérlés és a szervókontroller szabályzása mellett az indexet és a fényszórót is működteti, valamint az ajtók nyitottságát is figyeli. Ezen járművek prototípusa a 833-as tanulókocsi volt, majd tíz kocsit szereltek fel elektronikus vezérléssel (908, 923, 925, 931, 941, 955, 960, 966, 967, 969).
Az egység a sebességtől függően szabályozza a szervókontroller forgását, és minden terhelés mellett azonos gyorsulást produkál. Újdonság, hogy a pedál helyes kezelésével meg is lehet állítani a szervót egy adott ellenállásfokozaton. Így haladás közben gyorsabbá válik a kapcsolás (például egy szakaszszigetelőn való áthaladáskor nem kell 0-ról újrakezdeni a kapcsolást). A jármű 50 km/h fölé nem gyorsíthat, valamint nem engedélyezi a nyitott ajtókkal való elindulást. Az ajtókat csak indításjelzéssel lehet csukni. Hátránya, hogy az elektronika rögzítőféket nem működtet, így egy-egy esetleges letiltás esetén a fékpedál elengedésével és a menetpedál megnyomásával a kocsi meggurulhat hátrafelé. A kocsi csak bekapcsolt tompított fénnyel indul el. Az indexlámpa sokszor elromló hőreléjét is az elektronika helyettesíti, valamint gyakorlatilag csak ezeken a ZiU-kon van működőképes sebességmérő.
Kezdetekben gondok voltak az elektronika beállításával (a kocsik többször indokolatlanul letiltották a vezérlést), jelenleg azonban ezeket nagyrészt kiküszöbölték.

#### Tanulókocsik
1977-ben a forgalomtól elvontak két kocsit, és tanulótrolibuszt alakítottak ki belőlük. Az első két tanulókocsi a 831, 832 lett.
Valószínűleg 1984-ben még további kocsikat is tanulóvá minősítettek, valamint a felújítások és a selejtezések miatt további kocsik lettek tanulók. Tanulókocsi volt a 833, 839, 840 is, sőt néha még a 837-est is használták tanulók oktatására (ez utóbbi kocsit 1979-ben BBC gyártmányú önjáró egységgel szerelték fel, a felsővezeték nélküli szükségüzem kipróbálására).
Mára csak egyetlen tanulókocsi van még állományban: a 840-es. A 833-ast, mint az utolsó előtti tanuló ZiU-t használták fel 2000-ben a vezérlőelektronikus megoldás kipróbálására, 2012 végére azonban selejtezésre ítélték a kocsit. A 840-es pedig 2002-ben kapta meg utolsó felújítását, ezért ezt a kocsit jelölték ki a későbbiekben múzeumi megőrzésére.

#### Az utolsó példányok
A ZiU–9-esek selejtezése 1984-ben kezdődött meg, és – az újabb típusuk érkezésétől függően – 2012-ig tartott. A kocsik eredetileg meghatározott élettartamukat már jelentősen meghaladták, 2011-ben a legidősebb forgalomban lévő kocsi (904) élettartama elérte a 33-ik évet.
Az utolsó, 1982-es gyártású széria leszállítása után még egy trolibuszt vett a BKV, amely végül 972-es pályaszámot kapott 1984-ben. Ez a trolibusz azonban különbözött a többitől, a villamos berendezése jelentősen eltért a ZiU–9B típustól. A kocsiba a DK-210-es típusú helyett erősebb, 150 kW-os motort szereltek. Részben azért is vásárolta a BKV ezt a kocsit, mert a tervezett hegyvidéki trolivonalakra nagyobb teljesítményű kocsikat kívántak beszerezni és kipróbálni. A ZiU–9-esek hátránya, hogy külön motort kell működtetni a légsűrítőnek, a kormányszervónak és a generátornak. A ZiU–9V konstrukciójában a hajtómotorról kívánták mindezeket működtetni áttételezéssel. A hegyvidéki működéshez módosították a villamosfék-kapcsolást is: a ZiU-k eredeti kétfokozatú villamosféke helyett a szervókontrollerrel valósítottak meg az ellenállásokat kapcsoló, nagyobb teljesítményű villamosfékezést. A későbbi évek során ilyen berendezést kapott a 199-es kísérleti csuklós trolibusz, illetve Szegeden a 9-139-esen is kipróbálták. Mindenhol kedvezőtlen tapasztalatokról számoltak be: a kocsi többször is blokkolásig fékezett üzemzavar miatt.
A módosított berendezés próbáinak elhúzódása miatt a trolibuszt a BKV kb. egy éven keresztül nem vette állományba, míg végül 1984-re állították forgalomba. Egyes források szerint már ekkor, mások szerint pár évvel később kicserélték a főáramkörű berendezését és motorját a többi ZiU–9-essel azonosra. Jelenleg már semmi sem látszik a kocsi furcsa előéletén.
2008-ban 37 darab Ziu troli volt a BKV állományában, számuk 2012 novemberére 18 darabra apadt. Ekkor a következő kocsik voltak állományban: 840, 904, 909, 912, 920, 926, 927, 929, 931, 933, 934, 938, 941, 945, 955, 967, 969, 972.
A BKV 2013 januárjától kivonta a napi forgalomból a ZiU–9-es trolibuszait. Az utolsó járművek 2012. december 30-án álltak ki menetrend szerinti forgalomba, majd 2012. december 31-én egy szervezett búcsú keretein belül öt Ziu-9 jármű ment végig a 74-es trolibusz vonalán, ezek indulási sorrendben a 840, 938, 920, 904, 934-es számúak voltak.
A BKV Ziu-9 járművei a 2013 júniusi árvíz során is fontos szerepet kaptak: feladatuk a Bem rakpart Batthyány tér-Margit híd közötti támfalának védelme volt.

### ZiU–9 trolikDebrecenben

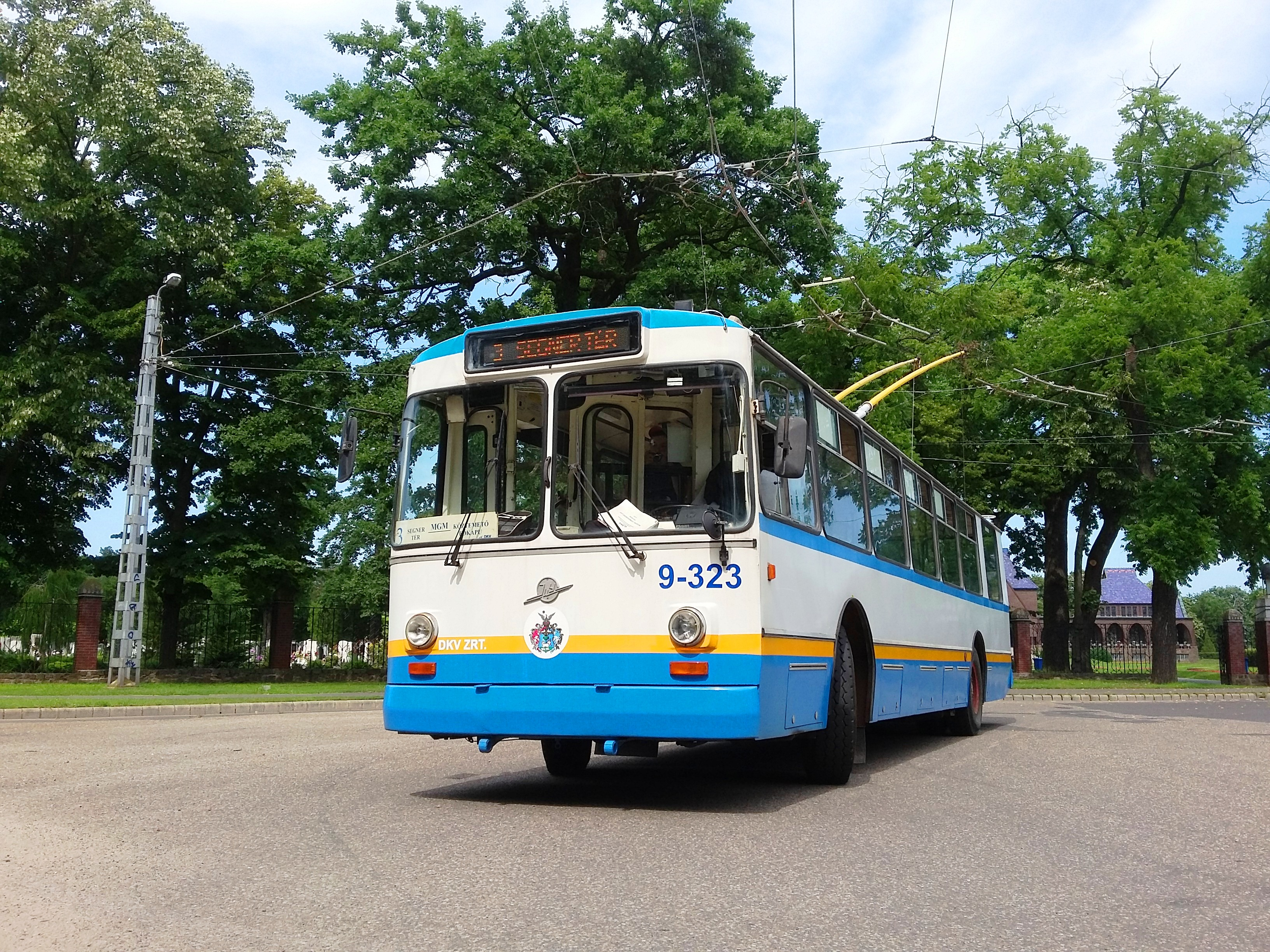
ZiU-9 troli Debrecen színeire fényezve a köztemetőnél

1985-ben az első, 2-es trolibuszvonal beindításakor 10 trolit vett a DKV. A következő vonal beindításakor még 7 darabot vett a típusból, de mivel túl kevésnek bizonyult ennyi trolibusz ezért 1987-ben még 14 trolibuszt vett, majd 1992-ben Budapestről vett a DKV 3 használt ZiU–9-es trolibuszt. A trolibuszok egy részét már 2000-ig selejtezték. Az új Solaris trolibuszok érkeztével 2005-ben 9 trolibuszt, 2007-ben pedig 10 trolibuszt selejteztek. 2009-ben a maradék 7 trolibuszból 3-at megvett az Inter Tan Ker (9-305, 9-324, 9-331) 1-et pedig elkezdtek bontani (9-327), hogy fel tudják újítani a 9-323-at is az ekkor már felújított 9-328 mellett. Ekkor a DKV állományában 3+1 (9-301 romos állapotú, 9-323,9-327 donor, 9-328) ziu-9 trolibusz volt amik csak halottak napja körül közlekedtek menetrend szerint 2014-ig. 2012-től már csak a 9-328 közlekedett és teljesen elbontották a 9-327-et. A 9-323-at 2025-ben a debreceni trolibusz közlekedés 40. évfordulója alkalmából gyári állapotára alakítják vissza. A 9-328 jelenleg üzemképtelen.
Nosztalgiajáraton már a 323-as és 328-as is közlekedett, a 301-est elbontották, a 305-öst a déli sorra vitték.

### ZiU–9 trolikSzegeden
Szegeden 1979. április 29-én nyílt meg az 5-ös vonal a Bartók tér és Újszeged között. A ma is üzemelő hálózatot 1985-ig befejezően építették ki. A város főként ZiU-9-eseket szerzett be 1979-86 között. Összesen 47 jármű volt az SzKV állományában, 9-111 – 9-157-es pályaszámon. Érdekesség, hogy 1982-ben ezen felül még a BKV-tól is kölcsönöztek ZiU-9-eseket (810, 844, 852), 1984-ben pedig három használt trolibuszt meg is vásárolt a vállalat a BKV-tól (826, 830, 854), melyeket valószínűleg ebben az évben újítottak fel. 
Valószínűleg az 1985-től érkező kocsikon (ZiU-682 típus) volt átalakítva a hátsó peron megemelt, kétlépcsős magasságúra, több más alkatrész kialakításával egyetemben (9-143-tól felfelé). Budapesthez hasonlóan a felújítások során itt is sok alkatrészt cseréltek le Ikarusszal megegyezőre a felújítások során. Több apró alkatrész szempontjából sem lett egységes a járműpark: például több kocsi sokáig járt eredeti vasszedőivel az 1990-es évek végén is, avagy a magasságjelző lámpák sem voltak egységesen kialakítva.
1994-ben a 9-147-est tanulójárattá alakították át.
2003-ban Szegeden tíz ZiU-9-es troliusz volt állományban, melyek mindegyike felújításon esett át, és ennek keretében új, zöld-fehér fényezést kaptak. Ezek a kocsik a 9-133, 9-137, 9-144, 9-146, 9-148 – 9-153. Többet közülük Budapesten javítottak bérmunkában. Az utolsó négy piros színű ZiU-t eladták Oroszországba, Kirov városába.
A trolibuszokat 2007-ig folyamatosan kivonták a forgalomból, és selejtezték őket. A 9-153 pályaszámú trolit 2006-ban állították le, ezután felújítást kapott, és 2011 óta a nosztalgiaállomány része.

## Műszaki adatok (ZiU–9B)
- Hossz: 11 880 mm
- Szélesség: 2500 mm
- Magasság: 3160 mm (szedő nélkül)
- Tengelytáv: 6025 mm
- Saját tömeg: 10 050 kg

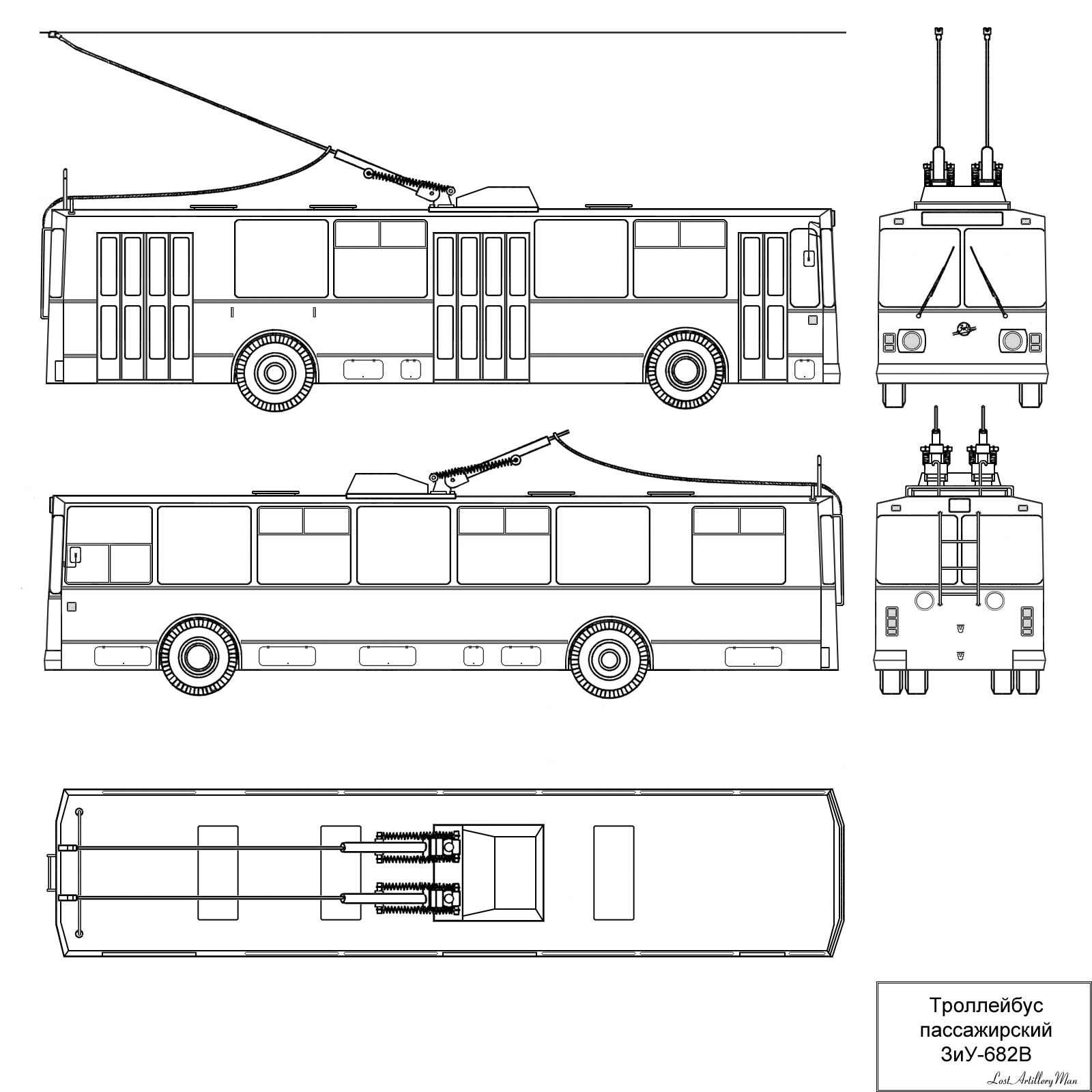
A ZiU–9V (ZiU–682V) nézeti rajzai

- Ülő- és állóhelyek száma: 32/65 (5 fő/m²)
- Ajtók: 2–4–4
- Motor típusa: DK 210 A–3
- Motorteljesítmény: 110 kW

## Külső hivatkozások
- A Villamosok.hu trolibuszos fejezetének részletes leírása
- A ZiU–9-et gyártó Trolza (egykori ZiU) honlapja (oroszul)
- Továbbfejlesztett változatai, a ZiU–682G–016.03, ZiU–682G–016, ЗZiU–682G–016.02 a gyártó Trolza honlapján (oroszul)
- A hálózat csapdájában – ZIU troli búcsúteszt – Origo, 2013. január 19.